# 欧日地区莱穆捷
欧日地区莱穆捷（法語：Les Moutiers-en-Auge，法語：[le mutje ɑ̃.n‿oʒ] ⓘ）是法国卡尔瓦多斯省的一个市镇，位于该省南部偏东，和奥恩省接壤，属于卡昂区。

## 地理
欧日地区莱穆捷（48°53'55"N, 0°0'24"W）面积10.1 平方千米，位于法国诺曼底大区卡爾瓦多斯省，该省份为法国西北部沿海省份，北濒大西洋英吉利海峡，东北与滨海塞纳省以海上边界相接，东临厄尔省，南至奧恩省，西与芒什省接壤。
与欧日地区莱穆捷接壤的市镇（或旧市镇、城区）包括：克罗西、勒马赖拉沙佩勒、欧日地区诺雷、蒙特勒伊-拉康布、圣热尔韦德萨布隆、博迈、欧日地区圣皮埃尔。

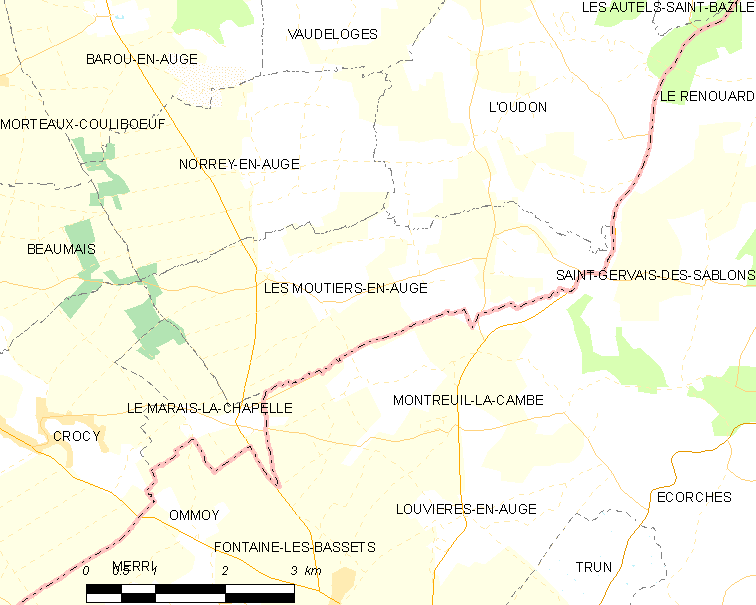
欧日地区莱穆捷的OSM定位图

欧日地区莱穆捷的时区为UTC+01:00、UTC+02:00（夏令时）。

## 行政
欧日地区莱穆捷的邮政编码为14620，INSEE市镇编码为14457。

## 政治
欧日地区莱穆捷所属的省级选区为法莱斯县。

## 人口

1962-2008年间欧日地区莱穆捷人口变化图示

欧日地区莱穆捷于2022年1月1日时的人口数量为129人。